# Hot Eyes
Hot Eyes var det internationale navn for den danske sangduo Kirsten og Søren.
Kirsten og Søren bestod af Kirsten Elisabeth Siggaard Andersen (f. 7. september 1954 i Slagelse) og Søren Bundgaard (f. 4. marts 1956 i Glostrup)
Kirsten og Søren var en del af grupperne Pussycat der blev til HokusPokus og Sir Henry & His Butlers i 1970'erne og starten af 1980'erne.
Deltagelser i Dansk Melodi Grand Prix:
- I 1983 debuterede de sammen med Sir Henry & His Butlers i Dansk Melodi Grand Prix med sangen Og Livet går (musik: Søren Bundgaard og Leif Pedersen / Tekst: Keld Heick) Melodien, som var med på afbud, da en anden Søren Bundgaard-melodi var blevet diskvalificeret, blev placeret som nr. 7.
- I 1984 vandt Kirsten og Søren med sangen Det' lige det (Bundgaard/Heick)
- I 1985 vandt Kirsten og Søren med sangen Sku' du spørg' fra no'en? (Bundgaard/Heick)
- I 1986 blev Kirsten og Søren nr. 4 med sangen Sig det, som det er (Bundgaard/Heick)
- I 1987 blev Kirsten og Søren nr. 5 med balladen Farvel og Tak (Bundgaard/Heick)
- I 1988 vandt Kirsten og Søren med sangen Ka' du se, hva' jeg sa'? (Bundgaard/Heick)

| Deltagelser i Eurovision Song Contest |         |                           |       |       |
| År                                    | Land    | Sang                      | Plads | Point |
| 1984                                  | Danmark | Det' lige det             | 4     | 101   |
| 1985                                  | Danmark | Sku' du spørg' fra no'en? | 11    | 41    |
| 1988                                  | Danmark | Ka' du se, hva' jeg sa'?  | 3     | 92    |

Kirsten og Søren udgav 4 egne albums og har medvirket på utallige kompilations, bl.a. diverse julealbums. Duoen Kirsten og Søren opløstes i 1990.
Kirsten Siggaard har endvidere deltaget i DMGP i 1990 som solist med sangen Inden Længe.
Søren Bundgaard har deltaget som deltagende komponist i DMGP i 1989, 1993 og 1999, med andre kvindelige solister end Kirsten Siggaard. Mest populær blev Vi maler byen rød der blev sunget til sejr af Birthe Kjær i 1989 og blev nr. 3 i ESC.
Kirsten Siggaard er en anerkendt scenekunstner indenfor dansk teater, musicals og revy. Hun har blandt andet optrådt i Det Ny Teaters opførsel af Disneys Skønheden og udyret.
Søren Bundgaard er producer i pladeselskabet MBO, og har studio SB Studio. Søren Bundgaard har sidenhen medvirket i Danband All Stars.
I forbindelse med Melodi Grand Prixets fornyede popularitet i Danmark i starten af dette årtusinde, har Kirsten og Søren været gendannet lejlighedsvis i forbindelse med tv-shows og koncerter.

## Diskografi
- Hot Eyes' (1984)
- Sku' Du Spørg' Fra No'en (1985)
- "3" (1986)
- Ka' Du Se Hvad Jeg Sa'? (1989)